# Quoziente reti
Il quoziente reti è stato un criterio utilizzato nello sport del calcio, per situazioni di parità di classifica, che differisce dall'odierno sistema della differenza reti per il fatto che prende in considerazione il rapporto tra le reti fatte e quelle subite e non la loro differenza.

## Calcolo
Si basava sul quoziente, ottenuto dividendo il numero di gol segnati da una squadra di calcio con quelli subìti. Ad esempio, con 48 reti all'attivo e 12 al passivo, il quoziente è 4.
Dal punto di vista matematico, l'applicazione del quoziente-gol può dar luogo sia a risultati interi che a risultati decimali; invece, nei casi in cui una formazione non abbia subìto alcuna rete, in cui sorge il problema dell'impossibilità di dividere per 0, il valore del quoziente è convenzionalmente considerato infinito.

## Utilizzo
Al pari di altri criteri (quali la classifica avulsa, o la differenza reti, che poi lo soppiantò definitivamente), vi si faceva ricorso per stabilire la posizione in classifica delle squadre a pari punti. L'obiettivo era di evitare il ricorso agli spareggi per lo scudetto, la qualificazione alla fase successiva, la promozione e la retrocessione, limitandoli al caso improbabile di parità anche nel quoziente reti. Nel campionato italiano fu applicato a livello professionistico nella stagione 1925-1926 e dal 1938-1939 al 1941-1942, prima dell'abolizione dovuta a rischi e sospetti di "combine" (ad esempio nella stagione 1941-1942 la Salernitana fu esclusa dalle finali della Serie C per la presunta combine relativa all'incontro Salernitana-Cavese 8-0). Fu reintrodotto per la sola stagione 1943-1944, anche se non tutti i direttori di zona (gli enti organizzatori delle eliminatorie regionali) lo applicarono; esso in ogni caso vigeva per le semifinali e le finali interzonali organizzate direttamente dalla FIGC della Repubblica Sociale Italiana.
Per quanto concerne il campionato mondiale di calcio, dopo l'edizione del 1966 venne rimpiazzato dall'attuale differenza reti. Rispetto a quest'ultima, il quoziente reti tendeva a favorire le squadre con una difesa nettamente migliore, obbligando le squadre avversarie a vittorie con un gran numero di reti di scarto, spesso sospettate di combine, nel tentativo disperato di sopravanzare l'avversaria nel quoziente.

### Trofei assegnati
Il quoziente reti fu applicato per molti anni nella massima serie del campionato inglese di calcio: risultò decisivo la prima volta nel 1923-1924, quando consegnò il primo titolo della sua storia all'Huddersfield Town ai danni del Cardiff City; nel 1949-1950, dove diede il secondo titolo al Portsmouth ai danni del Wolverhampton e nell'annata 1952-1953, laddove Arsenal e Preston N.E. terminarono a pari punti. A spuntarla furono i gunners, conquistando così il loro settimo titolo. Inoltre decise il titolo greco nella stagione 1948-49, con il Panathinaikos vittorioso a spese dell'Olympiakos. Nel massimo livello del campionato scozzese di calcio, in particolare nelle edizioni 1952-1953 e 1964-1965, il detentore fu proclamato mediante il quoziente reti: nel primo caso vinsero i Rangers, a discapito dell'Hibernian; il secondo caso vide il Kilmarnock primeggiare sugli Hearts.

### Parità
Nel campionato jugoslavo 1957-1958 si dovette ricorrere ad uno spareggio fra Budućnost e RNK Spalato per determinare il 10º posto: i primi avevano 30 reti fatte e 36 subite, mentre i secondi 35–42, portando entrambe ad un quoziente reti di 0,83.